# День леді
У західному літургійному році День леді — традиційна назва в деяких англомовних країнах свята Благовіщення, яке відзначається 25 березня, і згадує візит архангела Гавриїла до Діви Марії, під час якого він повідомив її що вона буде матір'ю Ісуса Христа, Сина Божого.
Ця подія, яку відзначають, відома в Молитовнику Едварда VI 1549 року та Книзі загальних молитов 1662 року як "Благовіщення (Блаженної) Діви Марії", але більш точно (як у сучасному Календарі Англійської Церкви) називається " Благовіщення нашого Господа на Пресвяту Діву Марію". Це перший із чотирьох традиційних днів англійської чверті. "(Наша) Пані" — Діва Марія. Цей термін походить від середньоанглійської мови, коли деякі іменники втрачали свої родові звороти. "Леді" пізніше отримає родове закінчення -s, і тому ім'я означає "День Богоматері". День згадує традицію сповіщення архангела Гавриїла Марії, що вона народить Христа.
Він відзначається 25 березня кожного року. У Римо-католицькій церкві, коли 25 березня випадає під час Пасхального Тридууму, його переносять у перший відповідний день під час Пасхи.  У східному православ'ї та східному католицизмі він ніколи не переноситься, навіть якщо він припадає на Великдень. Збіг цих двох свят називається Кіріопасха.
Свято Благовіщення відзначається майже повсюдно в усьому християнстві, особливо в межах православ'я, англіканства, католицизму та лютеранства. 

## Нерелігійне значення
В Англії День леді був Новим роком (тобто новий рік розпочався 25 березня) з 1155 р. до 1752 р., Коли у Великій Британії та її імперії був прийнятий григоріанський календар, а разом з ним і перше січня як офіційний початок року в Англії, Вельсі й Ірландії. (Шотландія змінила свій новий рік на 1 січня 1600 року.) Пережиток цього залишається у податковому році Сполученого Королівства, який закінчується 5 квітня, або "День старої леді", тобто День леді з урахуванням 11 "втрачених днів" зміни календаря. До цієї зміни День леді використовувався як початок юридичного року, а також як кінець фінансового та податкового року. Це слід відрізняти від літургійного й історичного року. Виявляється, що в Англії і Вельсі, принаймні з кінця 14 століття Новий рік відзначався 1 січня в рамках Йоль.
Як кінець року та квартал, який, як правило, не потрапляв у сезони оранки та збирання врожаю або між ними, Леді День був традиційним днем, коли річні контракти між землевласниками та фермерами-орендарями починались і закінчувались в Англії та прилеглих землях (хоча існували регіональні варіації). Час фермерів "входити" у нові ферми та на нові поля часто був у цей день. Як результат, фермерські сім’ї, які міняли ферми, на День леді подорожували зі старої ферми на нову. У 1752 р. Англія остаточно пішла за Західною Європою, переключившись на григоріанський календар з юліанського. Юліанський календар відставав на 11 днів від григоріанського, і отже, 25 березня в календарі Старого Стилю стало 5 квітня ("Старий День леді"), який узяв на себе роль контрактного початку року. (Ця дата є знаковою в деяких роботах Томаса Харді, таких як Тесс з д'Урбервіль і " Далеко від шаленого натовпу", і це обговорюється в його есе 1884 року "Робітник із ферми Дорсет").

## Інше використання
Однак в Ірландії День Леді означає 15 серпня, свято Успіння Марії, і це день, коли ярмарки відзначаються у багатьох заміських містах. 